# Бэсеску, Траян
Трая́н Бэсе́ску (рум. Traian Băsescu; род. 4 ноября 1951, Басараби) — румынский политический и государственный деятель, президент Румынии с 20 декабря 2004 по 21 декабря 2014 года. До этого — мэр Бухареста (2000—2004), в 1992—1996 годах — депутат парламента, в 1991—1992 и в 1996—2000 годах — министр транспорта.

## Биография
Родился 4 ноября 1951 года в городе Басараби (ныне Мурфатлар) в семье военного офицера Думитру (1925—2002) и Елены Бэсеску (1928 — 4 октября 2010 года).
В 1976 году окончил факультет навигации института гражданского морского судоходства в Констанце. С 1976 по 1981 год работал капитаном на крупнотоннажных судах торгового агентства Navrom, с 1987 по 1989 год являлся начальником агентства в Антверпене.
С 1989 по 1990 год являлся генеральным директором Государственной инспекции гражданского судоходства при Министерстве транспорта Румынии.
С 30 апреля 1991 по 19 ноября 1992 и с 12 декабря 1996 по 11 февраля 1998 и с 17 апреля 1998 по 26 июня 2000 года являлся министром транспорта Румынии.
В июне 2000 года на местных выборах избран мэром Бухареста.
Избран президентом Румынии во втором туре выборов 12 декабря 2004 года. Вечером 20 декабря 2004 года принёс присягу в парламенте.
Сторонник евроинтеграции Румынии и панрумынист. В 2005 году выдвинул план объединения Румынии и Молдавии до ожидаемого вступления Румынии в ЕС. Этот план не нашёл поддержки со стороны руководства Молдавии. При нём 1 января 2007 года Румыния стала членом Евросоюза.
19 апреля 2007 года парламент страны объявил президенту импичмент. Причиной этого стали выводы специальной парламентской комиссии, которая обнаружила, что в своих действиях глава румынского государства «превысил полномочия, данные ему конституцией страны». При необходимых 235 голосах за импичмент проголосовали 332 депутата и сенатора, против — 108.
19 мая 2007 года прошёл референдум по вопросу отставки президента Румынии с занимаемой им должности. По его результатам большинство (75 %) голосовавших высказались за то, чтобы Траян Бэсеску продолжил исполнять свои обязанности в качестве президента Румынии.
Переизбран 6 декабря 2009 года, получив 50,33 % голосов избирателей по итогам второго тура президентских выборов; повторно вступил в должность 21 декабря 2009 года.
В декабре 2010 года заявил о возможности объединения Румынии и Молдавии в течение последующих 25 лет, однако позднее дезавуировал своё заявление.
В июне 2011 года между Румынией и Россией возник дипломатический скандал, после того как Бэсеску в 70-летнюю годовщину начала операции «Барбаросса» встал на защиту маршала Иона Антонеску и заявил, что действовал бы на его месте аналогично. (Президент Румынии Траян Бэсеску заявил, что полностью разделяет отданный 22 июня 1941 г. приказ маршала Антонеску о переходе румыно-советской границы по реке Прут: «Если бы я был в тот исторический момент, то отдал бы такой же приказ, потому что у нас был союзник, и нам надо было вернуть территорию».)
В январе 2012 года страну охватили массовые протесты против намеченной реформы здравоохранения, протестующие требовали отставки президента и правительства. В результате протестов правительство Эмиля Бока ушло в отставку.
6 июля 2012 года парламент Румынии вынес Траяну Бэсеску импичмент. За импичмент проголосовало 258 из 432 депутатов, против — 114. Временно исполняющим обязанности президента стал председатель Сената и лидер Национальной либеральной партии Румынии Крин Антонеску. Был назначен референдум по вопросу импичмента, который состоялся 29 июля. Незадолго до этого Бэсеску призвал граждан к бойкоту референдума. За импичмент проголосовало 87 % проголосовавших, но в результате недостаточной явки (46 %) референдум был признан недействительным.
21 августа Конституционный суд Румынии признал несостоявшимся референдум об импичменте Бэсеску, в связи с чем он получил право вернуться к исполнению своих обязанностей.
В 2012 году разгорелся конфликт между бывшим королём Михаем и президентом Бэсеску, который публично назвал Михая «русским лакеем» за то, что он в 1944 году вывел Румынию из войны на стороне Гитлера, арестовал маршала Антонеску и открыл фронт советским войскам. Во время данного конфликта Бэсеску отказался прибыть в парламент, где Михай выступил с речью по случаю своего дня рождения. В ответ королевский дом неоднократно критиковал главу государства и проводимую им политику.
Летом 2013 года президент Траян Бэсеску поддержал референдум о возвращении монархии. «Хотя конституция запрещает менять форму правления, однако скрывать рост числа монархистов в стране нет никакого смысла. Мы много обсуждали с советниками как отразить это в законодательстве», — сказал глава Румынии. По его словам, одним из вариантов решения вопроса «может стать референдум по восстановлению монархического режима». В поддержку восстановления монархии выступает входящая в правящую коалицию Национал-либеральная партия, ряд других политических и общественных формирований.
В ноябре 2013 года Траян Бэсеску заявил о желании создать единое государство с Молдавией, однако премьер-министр Молдавии Юрий Лянкэ в ответ на это заявил, что Молдавия не готова к объединению с Румынией.
10 мая 2014 года Румыния без объяснения причин закрыла воздушное пространство для правительственного самолёта российской делегации во главе с Дмитрием Рогозиным, возвращавшейся на родину после визита 9—10 мая в Приднестровье. Рогозин пообещал «в следующий раз посетить Румынию на стратегическом бомбардировщике Ту-160». Бэсеску назвал Рогозина «шутом короля, и клоуну, вроде него, нужно отвечать соответствующе». Бэсеску сказал, что Рогозин угрожает Румынии «под воздействием нервов и водки». Рогозин отреагировал в Facebook: «Сколько сам этот активист румынского общества трезвости „махнул для храбрости“, прежде чем решиться на закрытие воздушного пространства для борта с правительственной делегацией России?»
Прекратил функции президента 21 декабря 2014 года в связи с вступлением в должность Клауса Йоханниса.
Летом 2016 года президент Молдавии Николай Тимофти предоставил Траяну Бэсеску молдавское гражданство. В январе 2017 года это решение было отменено преемником Тимофти Игорем Додоном.
25 июня 2017 года Траян Бэсеску стал почётным председателем молдавской политической партии, называемой Партия национального единства.

## Семья
Женат на Марии Бэсеску (род. 6 сентября 1951 года), выпускнице коммерческого техникума в Констанце, с 1975 года.
Старшая дочь, Иоана — нотариус, младшая, Елена — депутат Европарламента.

## Награды
- Орден Республики (27 января 2010 года, Молдавия) — в знак глубокой признательности за особый вклад в развитие отношений между Румынией и Республикой Молдова и за постоянную поддержку усилий Республики Молдова в европейской интеграции[25][26][27]
- Орден Стефана Великого (13 марта 2015 года, Молдавия) — в знак глубокой признательности за особый вклад в продвижение стабильности, безопасности и демократии в регионе и за постоянную поддержку Республики Молдова в процессе подготовки кадров в области обороны, безопасности и обеспечения общественного порядка[28][29]
- Орден «Гейдар Алиев» (18 апреля 2011 года, Азербайджан) — за особые заслуги в развитии связей дружбы и сотрудничества между Румынией и Азербайджанской Республикой[30][31]
- Орден Трёх звёзд I степени с цепью (28 февраля 2011 года, Латвия)[32]
- Большой крест ордена Святого Карла (16 апреля 2009 года, Монако)[33].
- Большой крест на цепи ордена «За заслуги перед Итальянской Республикой» (7 сентября 2011 года)[34]
- Цепь ордена Креста земли Марии (Эстония, 6 апреля 2011 года)[35]
- Почётный диплом Международного фонда по сотрудничеству и партнёрству Каспийское море — Чёрное море (2011 год)[36]